# 聖胡安區 (阿班加雷斯縣)
10°15′49″N 84°56′52″W / 10.26361°N 84.94778°W
聖胡安區（西班牙語：San Juan District, Abangares），是哥斯達黎加的行政區，位於該國西北部瓜納卡斯特省，由阿班加雷斯縣負責管轄，面積109平方公里，2013年人口1,703人，人口密度每平方公里16人。